# Melitaea yunnanensis
Melitaea yunnanensis är en fjärilsart som beskrevs av Belter 1942. Melitaea yunnanensis ingår i släktet Melitaea och familjen praktfjärilar. Inga underarter finns listade i Catalogue of Life.